# Il marchio di Kriminal
Il marchio di Kriminal è un film del 1967 diretto da Fernando Cerchio.

## Trama
Il bandito Kriminal scopre per caso in un'antica statuetta di porcellana un frammento di mappa relativo al luogo nel quale un famoso fuorilegge, prima di essere giustiziato, era riuscito a nascondere due preziose tele d'autore. Kriminal inizia subito le ricerche per recuperare altre tre statuette, simili a quella in suo possesso, contenenti i frammenti necessari a completare la mappa.
Le sue indagini hanno esito positivo. Solo una statuetta manca ormai a Kriminal per individuare il luogo dove sono nascosti i quadri. La statuetta è però nelle mani di due avventurieri, Mara e Robson, i quali, a loro volta, cercano di strappare a Kriminal i frammenti di mappa da lui recuperati. Un accordo è infine raggiunto dai tre: uniranno le loro forze per riportare alla luce i quadri nascosti e divideranno in parti uguali il bottino ricavato.
Kriminal, Mara e Robson partono quindi alla volta di Beirut e, in una zona archeologica della città, rinvengono le preziose tele. Kriminal elimina i due soci, che avevano tentato di impadronirsi dell'intero bottino, e si accinge a far ritorno alla sua base. Tuttavia, l'imprevisto arrivo dell'ispettore Milton, da tempo sulle sue tracce, manda a monte i suoi piani. Nel tentativo di sottrarsi alla cattura, Kriminal precipita con la sua auto in un burrone.

## Produzione
Il marchio di Kriminal è il seguito del film Kriminal (1966), diretto da Umberto Lenzi. Il protagonista Glenn Saxson, pseudonimo di Roel Bos, affermò che la pellicola è stata girata a Roma e in una crociera tra Genova, Beirut, Baalbeck, Biblo e Madrid. I titoli di coda attribuiscono la colonna sonora del film a Manuel Parada, ma in realtà è stata composta da Piero Umiliani. Nando Cicero è talvolta accreditato come aiuto regista di Fernando Cerchio mentre Roel Bos affermò che per sua "informazione Cicero non ebbe nulla a che fare con il film."

## Accoglienza
In una recensione contemporanea, il quotidiano La Stampa fece un breve riassunto della trama del film, affermando che questo era sufficiente a indicare la qualità del film "che si porta appresso, senza troppo orrore, delitti vari e si conclude in modo spettacolarmente drammatico."
In una recensione retrospettiva, lo storico di cinema Roberto Curti ha osservato che "nonostante una seconda parte deludente, che trasforma ancora una volta il film in una banale avventura da diario di viaggio [...] Il marchio di Kriminal riesce in definitiva a trasmettere in modo migliore rispetto ai suoi predecessori la sensibilità del cupo fumetto ironico di Magnus & Bunker."